# The Old Woman's Dance
| Recensione | Giudizio |
| ---------- | -------- |
| AllMusic   | [ 1 ]    |

The Old Woman's Dance è il secondo album discografico del gruppo musicale di folk scozzese dei The Tannahill Weavers, pubblicato dall'etichetta discografica Plant Life Records nel 1978.

## Tracce
Lato A
1. The Deil's Awa' Wi' Th'Exciseman – 2:55 (Robert Burns (testo), tradizionale (musica))
2. Cam Ye O'er Frae France – 2:26 (Tradizionale; arrangiamento The Tannahill Weavers)
3. Cameron McFadgen / The Humors of Cork / The Skyman's Jig – 4:45 (Tradizionale; arrangiamento The Tannahill Weavers)
4. Gloomy Winter's Noo Awa' – 4:29 (Robert Tannahill (testo), tradizionale (musica))
5. Wha'll Dance Wi' Wattie / Traditional / Pipe Major George Allan – 3:35 (Tradizionale; arrangiamento The Tannahill Weavers)

Lato B
1. The McGregors – 5:02 (Alexander Wardrop (testo), Hamish Imlach (musica))
2. Bonnie Was Yon Rosie Briar – 6:03 (Robert Burns (testo))
3. The Laird O'Cockpen – 2:58 (Tradizionale; arrangiamento The Tannahill Weavers)
4. The Irish Washerwoman / The Cook in the Kitchen / Miss Girdle – 4:04 (Tradizionale; arrangiamento The Tannahill Weavers)

## Musicisti
- Roy Gullane - chitarra, banjo tenore, voce
- Hudson Swan - bouzouki, glockenspiel, harmonium, basso a pedaliera, voce
- Phil Smillie - whistle Eb e C, flauti, bodhrán, voce
- Mike Ward - fiddle, chitarra, voce
- Alan MacLeod - bagpipes, whistle (Eb e C), bodhrán, flauto, chanter

Note aggiuntive
- Nigel Pegrum - produttore
- Registrato al Free Range Studios di Londra, Inghilterra
- Ashley Brigdale e Ron Eve - ingegneri delle registrazioni
- Masterizzazione effettuata al CBS Studios di Londra
- Allen Landau - ingegnere della masterizzazione
- Pete Wagstaff - design copertina album